# Mitchell Villani
Mitchell Villani (* 13. August 1987 in Adelaide) ist ein ehemaliger australischer Eishockeyspieler, der bei den Mannschaften seiner Geburtsstadt (Adelaide Avalanche und Adelaide Adrenaline) in der Australian Ice Hockey League unter Vertrag stand.

## Karriere
Mitchell Villani begann seine Karriere als Eishockeyspieler in seiner Heimatstadt bei den Adelaide Avalanche, für die er in der Saison 2006 erstmals in der Australian Ice Hockey League auflief. Nachdem die Mannschaft 2008 aufgelöst und durch die Adelaide A's (ab 2009 Adelaide Adrenaline) ersetzt wurde, schloss sich der Angreifer dem neuen Team an und gewann mit der Mannschaft 2009 den Goodall Cup, den australischen Meistertitel. 2010 beendete er seine Karriere.

### International
Für Australien nahm Villani an der U18-Junioren-Weltmeisterschaft 2004 in der Division II teil. Im Seniorenbereich stand er den Weltmeisterschaften der Division I 2009 und der Division II 2010 im Aufgebot seines Landes.

## Erfolge und Auszeichnungen
- 2009 Goodall-Cup-Gewinn mit den Adelaide Adrenaline

## AIHL-Statistik
(Stand: Ende der Saison 2010)